# جوزيف ويليام بورتون
جوزيف ويليام بورتون هو سياسي كندي، ولد في 12 أكتوبر 1892 في بيتسبرغ في الولايات المتحدة، وتوفي في 1 أغسطس 1960. حزبياً، نشط في Co-operative Commonwealth Federation ‏. وقد انتخب عضو المجلس التشريعي من ساسكاتشوان.